# Ділове
Ділове́ (до 1947 року — Трибушани) — село в Україні, у Рахівській міській громаді Рахівського району Закарпатської області.

## Географія
Село розташоване за 190 км від Ужгорода та 140 км — від Івано-Франківська. З Ужгорода мікроавтобуси їздять сюди 10 разів на день (перший рейс із автовокзалу — о 06:30, останній — о 14:20; тривалість рейсу — 5,5 год.). У селі  знаходиться пасажирський зупинний пункт Ділове Івано-Франківської дирекції Львівської залізниці, до якого курсує приміський дизель-поїзд з Коломиї.
Відстань до районного центру становить близько 18 км і проходить автошляхом національного значення Н09.
За 50 м від Ділового знаходиться україно-румунський кордон. На протилежному березі річки Тиси — українське село Вишівська Долина (Валя Вишеулуй) Сигітського округу Румунії (жудець Марамуреш). З румунського боку є пункт пропуску «Валя Вишеулуй» (автошлях 185 у напрямку Сигіта).
На східній околиці села розташовані ряд водоспадів: найвищий однокаскадний водоспад в Українських Карпатах — Ялинський, а на потоці Білий — водоспади Білий та Білий Нижній. Також на схід від села розташований лісовий заказник «Веймутова сосна»; на південний схід від села — ботанічна пам'ятка природи місцевого значення «Тис ягідний».
У районі Довгорунської мармурової копальні, за 5,4 км на південний схід від центру села знаходиться найпівденніша точка Закарпатської області.

## Історія
В історичних документах село згадується в XVI столітті.

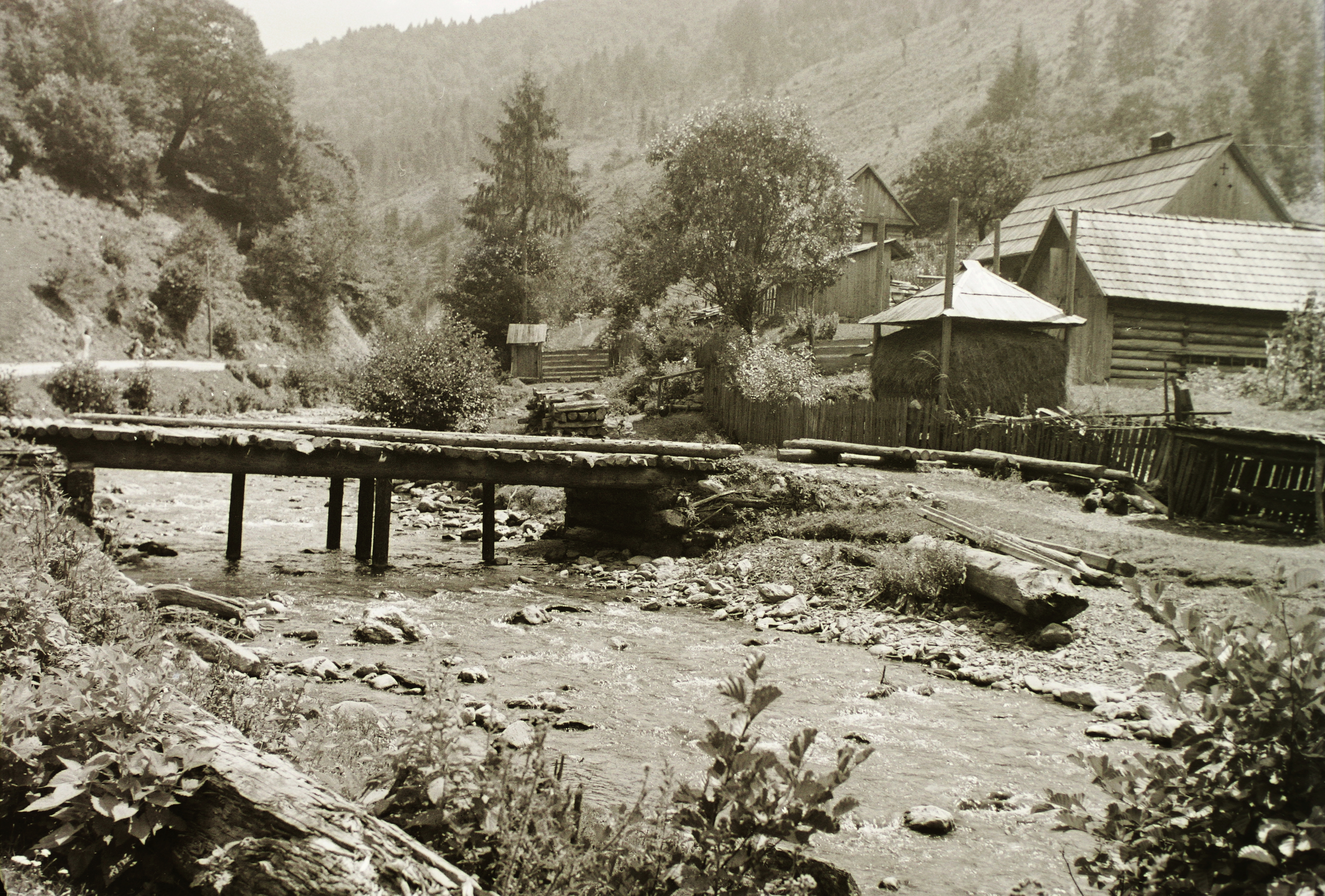
Білий потік (теперешній присілок) у 1935 році

Історичні згадки: 1684 — Fejer Patach, 1696 — Fejér Patak, 1725 — Fejer patak, r. Pili potok, r. Albul vale, 1773 — Fejér Patak, Albe, Bile, 1804 — Fejérpatak, Bileu Albe, 1808 — Fejérpatak, Bilé vel. Bielýpotok, Bilýpotok Albá, 1828 — Patak (Fejér), 1838 — Fejérpatak, 1851 — Fehérpatak, 1910 — Fejérpatak, Bielipotok.
До 1947 року село називалось Трибушанами, бо тут (за однією з місцевих легенд) жили три брати Бушани. 1898 року офіційну угорську назву селища було дещо змінено: з «Trebusán» (Трибушани або Требушани) на «Terebesfejérpatak» («Теребеш на Білому Потоці»).
У XIX столітті у Трибушанах добували залізну руду в скелях гори Довгарунь. Давні штольні збереглися дотепер. 1861 року Калман Каган, єврей із сусіднього міста Сигіт (нині — Сіґетул-Мармаціей), збудував ще й склодувний завод.

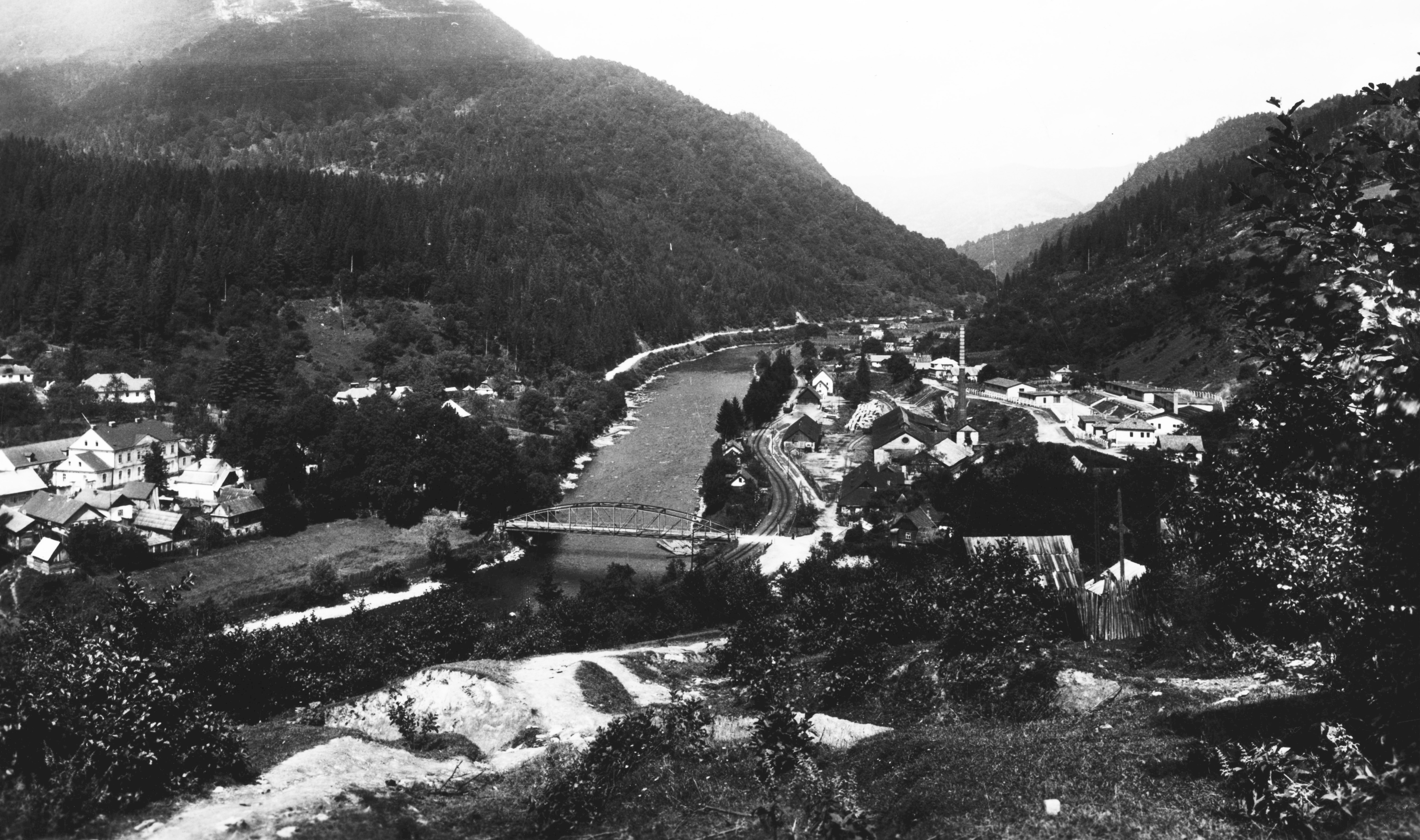
Ділове у 1942 році

Згодом для будівництва транскарпатської залізниці сюди приїздили поляки, чехи, німці, словаки, італійці, багато хто з яких оселився тут назавжди. За переписом населення 1935 року, у селі жили 1000 українців, майже 300 євреїв, 200 угорців, 60 чехів і 70 осіб інших національностей. Нащадки італійців — Корадіні, Манфреді, Делізотті, Бузі — мешкають тут дотепер.
У документах, наприкінці XIX — початку XX століття, Трибушани згадуються як «селище» («nagyközseg» — статус, близький до містечкового) Тисодолинянського округу (повіту) Марамороського комітату Угорського королівства. У цей період громада селища користувалася печаткою з зображенням дуба (оригінальний штемпель цієї печатки нещодавно віднайдений місцевим краєзнавцем М. Ткачем).

## Присілки
У 1946 році під назвою Ділове були об’єднані селища Требушани і Білий Потік.
Білий потік
Історичні згадки: 1684 — Fejer Patach (Bélay 140), 1696 — Fejér Patak (uo.), 1725 — Fejer patak, r. Pili potok, r. Albul vale (Revizki), 1773 — Fejér Patak, Albe, Bile (LexLoc. 136), 1804 — Fejérpatak, Bileu Albe (Korabinszky), 1808 — Fejérpatak, Bilé vel. Bielýpotok, Bilýpotok Albá (Lipszky: Rep. 173), 1828 — Patak (Fejér) (Nagy 198), 1838 — Fejérpatak (Schem. 54), 1851 — Fehérpatak (Fényes 2), 1910 — Fejérpatak, Bielipotok (ComMarmUg. 47).
Довга словацька назва — Трибушани Білий Потік — найкраще ілюструє історію Ділового. Бо свого часу два села з'єдналися в одно: Трибушани приросли Білим Потоком, а може, й навпаки. Словаки називали це високогірне поселення Трибушани Білий Потік (Tribušany Biely Potok довго, але більш-менш зрозуміло), румуни повторювали за ними — Трибушани Альба (Tribusa Alba), угорці — Terebesfejérpatak.
Назване селище на честь потока Бі́лий — лівої притоки Тиси. На річці розташовані два водоспади — Білий та Білий Нижній, а на правій притоці Білого, потоці Ялин, розташований найвищий однокаскадний водоспад Українських Карпат — Ялинський.
Полянка
Полянка колишнє селище в Україні, в Закарпатській області, яке зараз об'єднане з селом Ділове.
Згадки: 1892 — Polyánka, 1898 — Polyánka, 1904 — Polyánka, Kismező, 1907 — Kismező, 1913 — Kismező, 1944 — Kismező, Полянка.

## Населення
Згідно з переписом УРСР 1989 року чисельність наявного населення села становила 2329 осіб, з яких 1120 чоловіків та 1209 жінок.
За переписом населення України 2001 року в селі мешкала 2671 особа.

### Мова
Розподіл населення за рідною мовою за даними перепису 2001 року:
| Мова       | Відсоток |
| ---------- | -------- |
| українська | 98,84 %  |
| російська  | 0,45 %   |
| угорська   | 0,41 %   |
| молдовська | 0,07 %   |
| румунська  | 0,07 %   |
| білоруська | 0,04 %   |

## Релігія

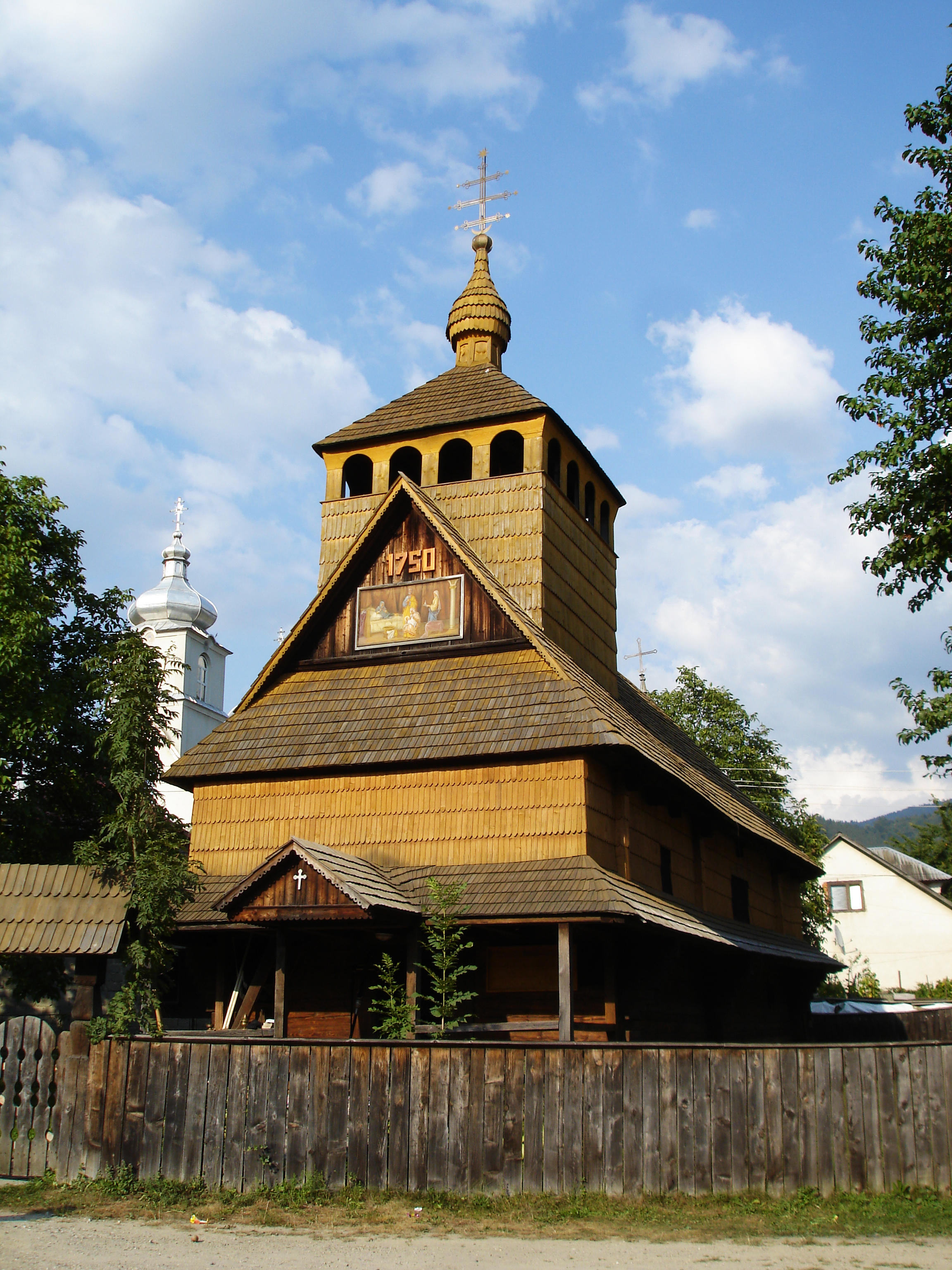
Церква Різдва Пресвятої Богородиці (1750 рік)

У селі є 4 церкви: Церква Різдва Пресвятої Богородиці 1750 року, святих апостолів Петра і Павла (1860), Успіння Пресвятої Богородиці (1992), четвертий храм Ділового — зведена в 1990-ті роки каплиця, яку використовує римо-католицька громада села.  
Церква Різдва Пресвятої Богородиці (1750)
Перша згадка про храм належить до 1750 р., але вважають, що збудовано його давніше. Легенда розповідає, що дуже давно в урочищі Малий Подерей стояла каплиця. Під час бурі до каплиці влучила блискавка і дзвін покотився вниз. Там, де він зупинився, збудували із смерекових брусів теперішню церкву.
Дерево заготовляли в лютому, поки воно не набрало води. Корували його навесні і не звозили, поки не висохло. Так досягалася тривкість деревини.
У 1801 році записано, що «Требушани мають церкву дерев'яну, нікими роками переже от ерара создану содійствієм вірників». У 1949 р. церкву закрили, а в другій половині 1960-х років у ній відкрили краєзнавчий музей.
Два дзвони вдалося заховати в Хмелеві. Протягом наступного десятиріччя церкву двічі перекривали драницею, але наприкінці 1970-х років музей занепадає, церква починає руйнуватися, знищено старий цвинтар довкола неї.
Разом з тим церква не зазнала переробок. Повністю збережено стародавній ґанок з різьбленими стовпчиками і дашком, влаштованим на випусках поздовжніх брусів. Трикутний фронтон дашка акцентує вхід і вдало пов'язується з великим трикутником фронтону дахів. Своєрідними є голосниці башти в формі чотирьох аркових віконець з кожного боку. Вежа несе два дзвони. Центральне перекриття — коробове, а інші — плоскі. Пам'ятку було відреставровано у 1970—1971 роках. Церкву повернуто греко-католикам, і напередодні Великодня 1995 року відбулася перша служба й освячення храму, який пересвятили з Успенського на Різдва пр. богородиці. Опікуються відновленням церкви голова церковного комітету Михайло Пріц та священник з Рахова Василь Носа. З ремонтом допоміг директор лісокомбінату Василь Брехлічук.
У 1998 році поставили іконостас. Церква стоїть на вулиці Савляк, що нині носить ім'я відомого письменника-сатирика Марка Бараболі (Івана Рознійчука), вихідця з Ділового.
Церква святих апостолів Петра і Павла (1860)
Церква в присілку Білий Потік збудована на 110 р. пізніше за церкву в Требушанах, але повторює її у пропорціях і в художніх елементах. Три традиційні частини — бабинець, нава і вівтар об'єднані однією базилічною формою. Споруда має певні ознаки, характерні для церков середньогуцульського стилю: низька башта під чотирисхилим шатром з кулястою главкою, трикутний фронтон, утворений схилами дахів на головному фасаді, чотири стовпчики під опасанням при вході. Після перекриття бляхою церква втратила профільовані лиштви фронтону та ґанку, засклена галерея закрила різьблені стовпчики.

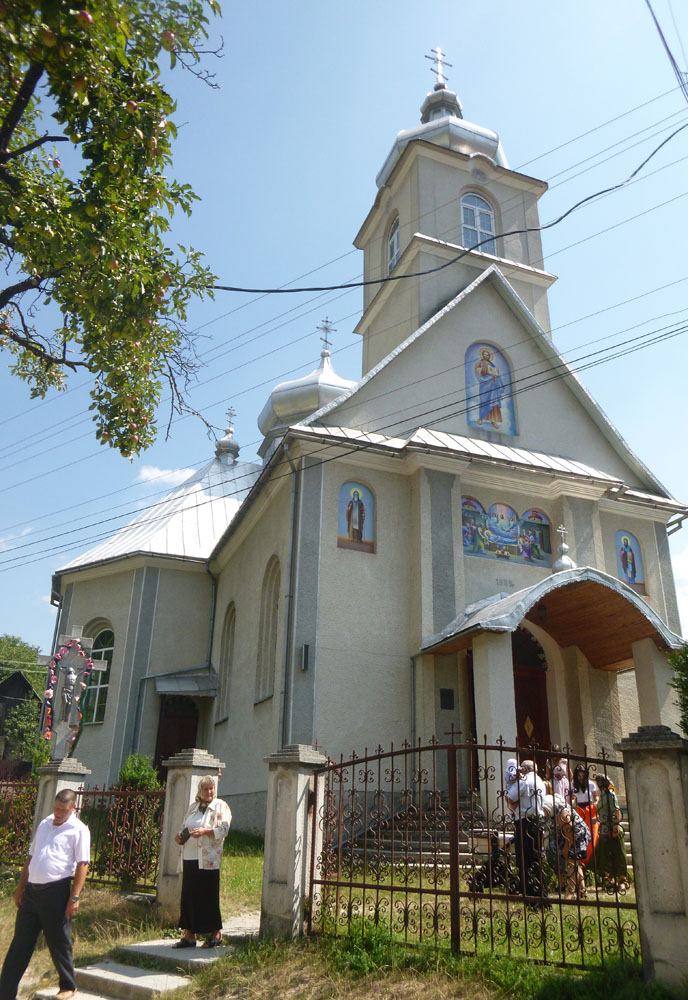
Церква Успіння Пресвятої Богородиці (1992)
1992 року в Діловому неподалік стародавньої дерев'яної церкви, на місці, де колись була фара, закінчено будівництво великого цегляного храму.
Нава з притворами та вівтарною частиною утворює хрещату композицію, увінчану банею на восьмистінному барабані. На західному фасаді височіє барокова вежа. Довжина і висота храму становить 29 м, ширина — 18 м, висота стін — 7 м.
Кошти на будівництво збирали прихожани. Жертовністю відзначилися Олексій Костич та Василь Пекарюк.
План церкви склали місцеві майстри Микола Матчук та М. Кравчук, а Матчук очолив також будівництво. Основними будівельниками були М. Глеб, В. Боднар, П. Боднар, М. Боднар. Багато зусиль до спорудження доклали голова церковної громади М. Копелюк, куратори М. Романюк та М. Савчук. Іконостас перенесли із Петропавлівської церкви села Ділового.

## Сучасність
У селі діють: пекарня, дві аптеки, філія Ощадбанку, амбулаторія, лісництво, середня школа, залізничний контрольно-пропускний пункт Ділове на кордоні з Румунією (переважно нечинний).
У Діловому розташований мармуровий кар'єр. Поблизу села споруджено сейсмічну станцію «Рахів».
Тут починається пішохідний та автомобільний туристичні маршрути на гору Піп Іван. Перед тим, як податися в гори, треба зареєструватися на прикордонній заставі, бо за горою — вже румунська територія.

## Туристичні місця

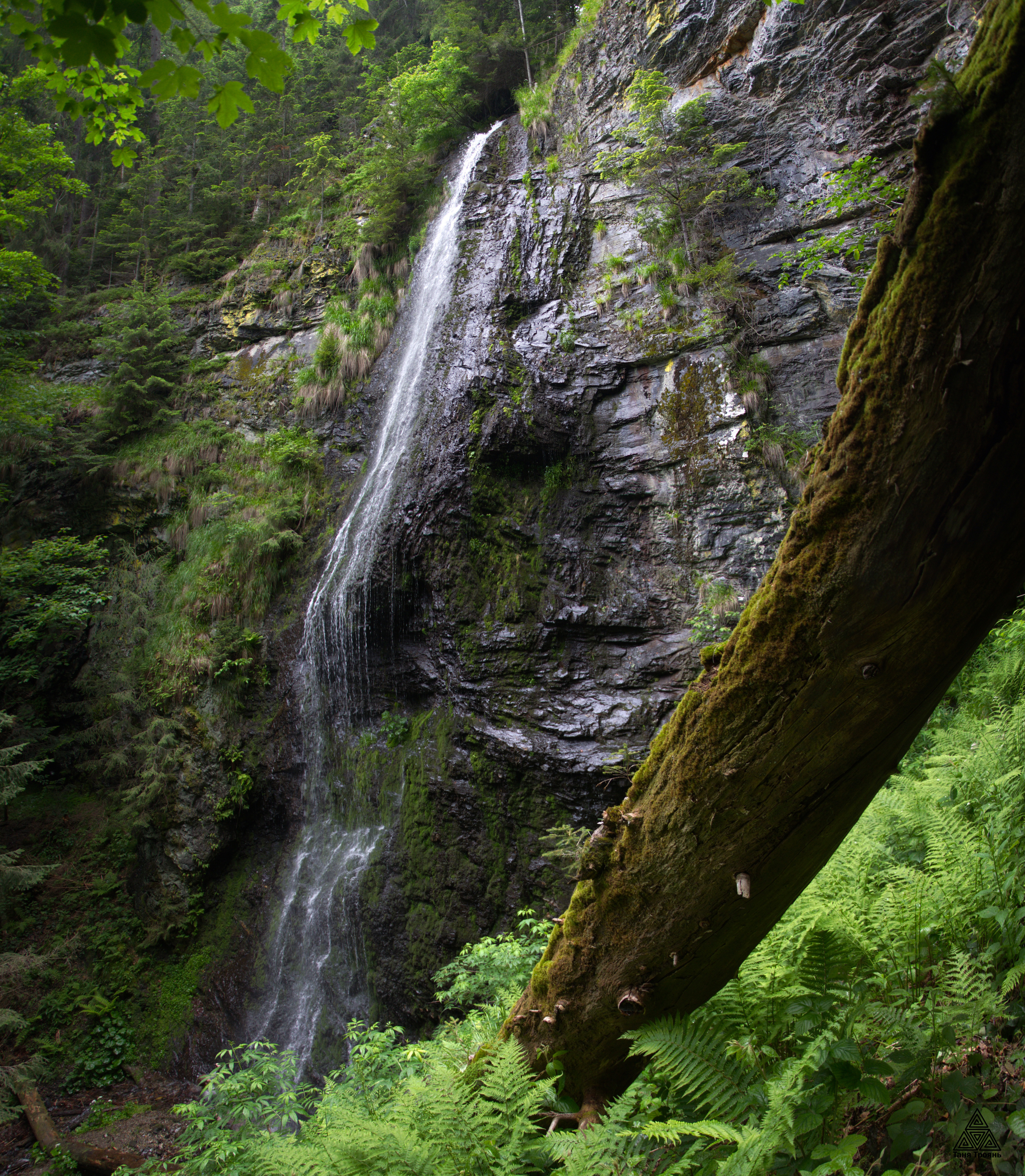
Ялинський водоспад

- Ялинський водоспад — найвищий однокаскадний водоспад в Українських Карпатах;
- водоспади Білий та Білий нижній;
- «Веймутова сосна» — лісовий заказник;
- ботанічна пам'ятка природи місцевого значення «Тис ягідний»;
- храм Різдва Пресвятої Богородиці (1750);
- храм святих апостолів Петра і Павла (1860);
- храм Успіння Пресвятої Богородиці (1992);
- двометровий кам'яний знак (координати 47°57' північної широти та 24°11' східної довготи) з таким написом: Locus Perennis Delicentissime cum libella librationes quae est in Austria et Hungaria confectacum mensura gradum meridionalum et paralleloumierum Europeum. MD CCC LXXXVII.

## Геодезичний знак і стела «Географічний центр Європи»

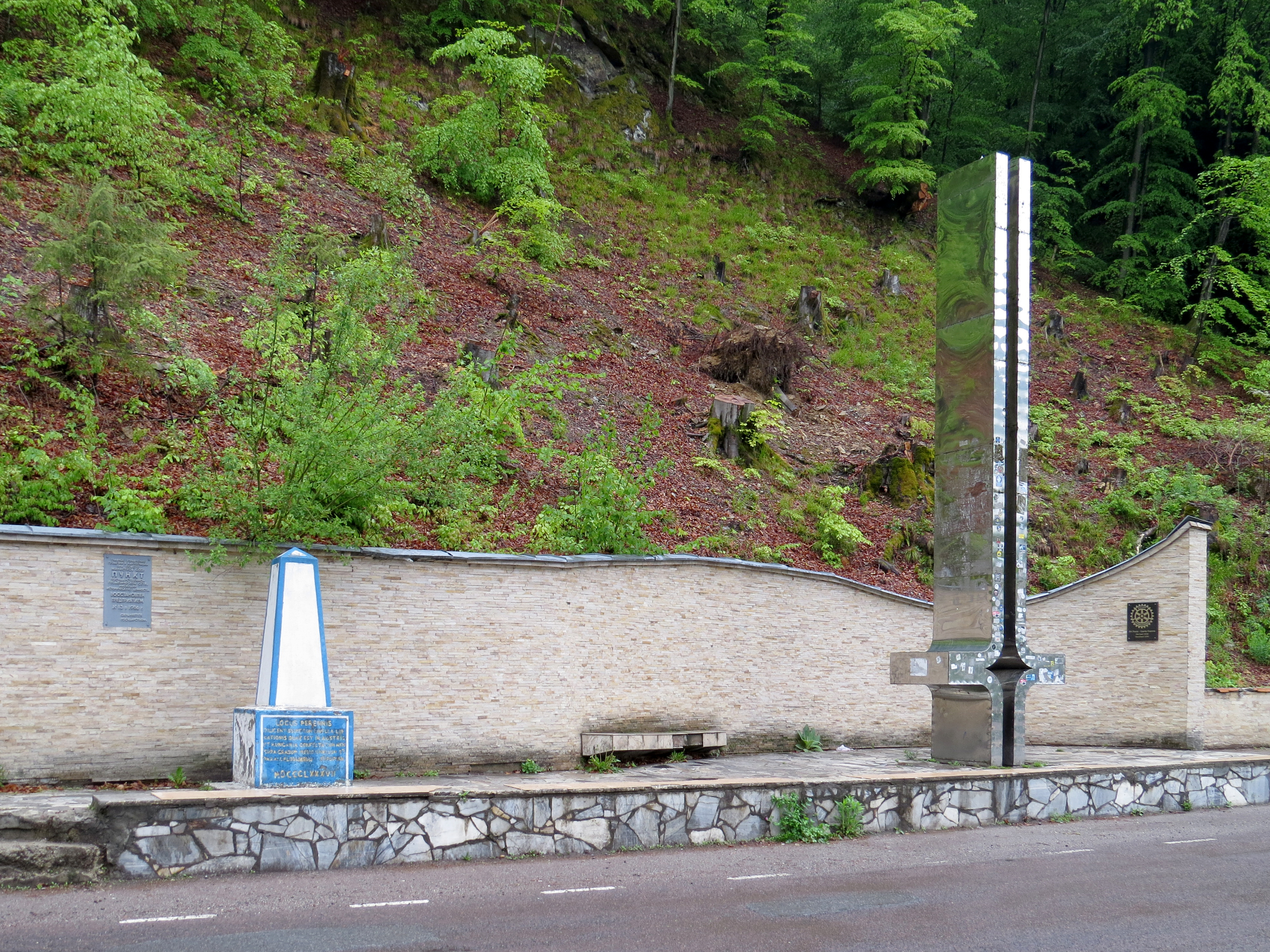

У 1885—1887 роках географи з Імператорсько-Королівського військово-географічного інституту у Відні (Австро-Угорщина) проводили геодезичні дослідження на території сучасної Закарпатської області (Україна) для планованої будови залізниці між Раховом і Сигітом (тепер Румунія). Після ретельного вивчення місцевості вони встановили на терені села Ділове біля автошляху національного значення Н09,Мукачево — Івано-Франківськ — Рогатин — Львів двометровий кам'яний знак (координати 47°57' північної широти та 24°11' східної довготи) з таким написом:
Locus Perennis

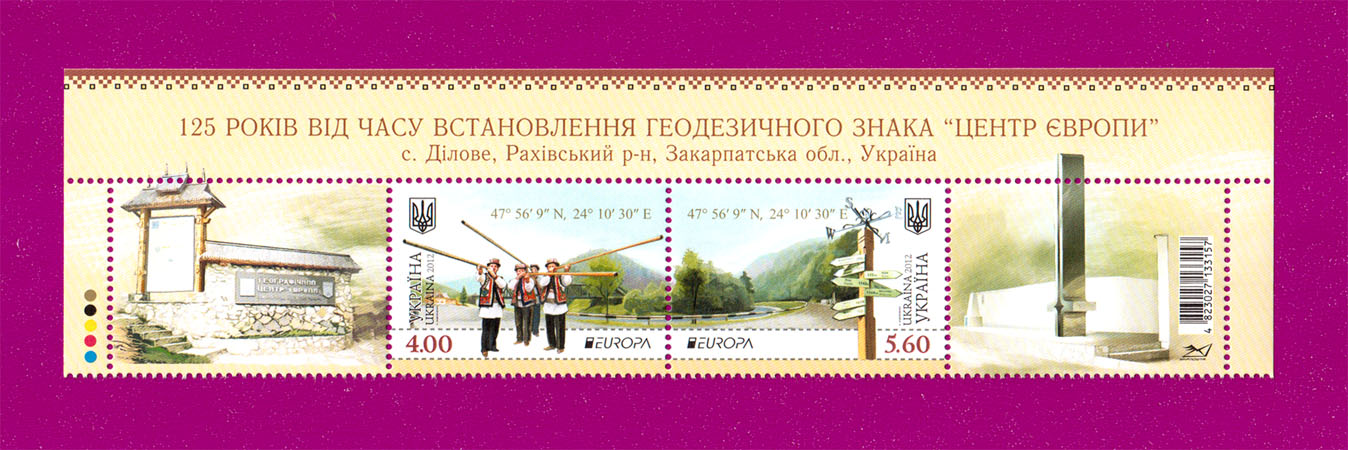
Марка присвячена 125-річчю встановлення знаку «Центр Європи»

Delicentissime cum libella librationes quae est in Austria et Hungaria confectacum mensura gradum meridionalum et paralleloumierum Europeum.

MD CCC LXXXVII
(переклад з латини: «Це постійне, точне вічне місце, визначене спеціальним апаратом, виготовленим в Австро-Угорщині, у Європейській системі широт і довгот. 1887»).
У 1977 році поруч із цим знаком встановили стелу з написом, який повідомляв, що саме тут лежить географічний центр Європи (хоч про це у латинському написі 1887 року не йшлося). Тепер це твердження широко тиражується у ЗМІ.
Популярне туристичне місце, сюди приїздять фотографуватися наречені зі сусідніх сіл.

## Відомі особи

### Уродженці
- Гощук Федір Васильович (1955—2016) — композитор, художній керівник та диригент;
- Рознійчук Іван Федорович — закарпатський письменник, сатирик, відомий під псевдонімом Марко Бараболя, за фахом учитель;
- Руснак Іван Степанович — перший заступник міністра оборони України (з 2014), командувач Повітряних сил Збройних Сил України (2005—2010), генерал-полковник, доктор технічних наук, професор.